# (2557) Putnam
(2557) Putnam (1981 SL1) – planetoida z pasa głównego asteroid okrążająca Słońce w ciągu 3,6 lat w średniej odległości 2,35 j.a. Odkryta 26 września 1981 roku.